# Marktbrunnen (Volkach)

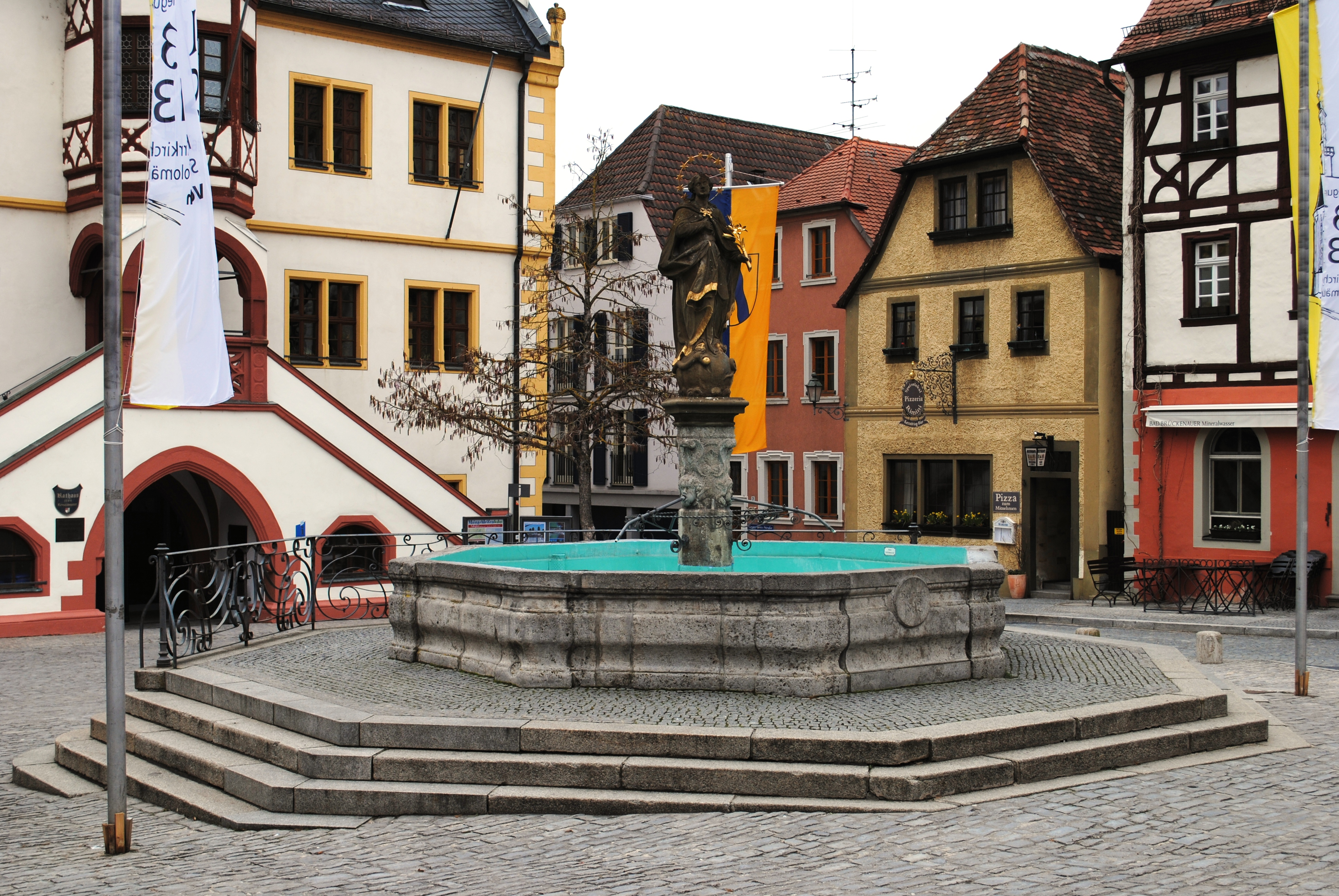
Der Brunnen auf dem Volkacher Marktplatz

Der Marktbrunnen in der Mitte des Marktplatzes ist eines der Wahrzeichen der unterfränkischen Stadt Volkach.

## Geschichte
Die Geschichte des Brunnens ist eng mit der des Marktplatzes verbunden. Im Jahr 1488 entstand dort ein Brunnen, der die zentrale Funktion des Platzes unterstrich. Mehrere Läden gruppierten sich um ihn. Die Errichtung des Rathauses folgte 1544. Meister Philipp Höhenstein aus Schweinfurt war der Erbauer dieses ersten Brunnens.
Sein heutiges Aussehen erhielt der Brunnen 1720. Im Jahr 1892 fand eine Renovierung statt. Das bayerische Landesamt für Denkmalpflege verzeichnet den Volkacher Marktbrunnen als Denkmal mit der Nummer D-6-75-174-81. Der Brunnen steht im Mittelpunkt des Ensembles Altstadt Volkach, die untertägigen Reste der Vorgängerbebauung werden als Bodendenkmal geführt.

## Architektur
Der heutige Brunnen ist achteckig. Das Becken besitzt einen verkröpften Kranz. In der Mitte der vierröhrigen Brunnensäule befindet sich eine Immaculatastatue.